# 자매들 (1927년 소설)
《자매들》은 러시아와 소비에트 연방의 작가, 페미니스트, 정치인인 알렉산드라 콜론타이의 1927년 소설이다. 제임스 조이스가 1914년에 발표한 자매들 (1914년 소설)과는 다른 내용이다.

## 개요
소설 자매들에서 소설의 여주인공은 결혼한 노동자 여성으로서 아이의 병 때문에 직업을 잃게 되었다. 머지않아 그녀의 아이는 죽고, 이 때문에 남편과의 관계도 악화되었다. 남편은 술을 마시고 바람을 피우며 집에 들어오지 않기도 하였다. 하루는 남편이 집에 매춘부를 데리고 왔는데, 술 취한 남편이 잠든 밤에 우연히 두 여인은 부옄에서 이야기를 나누게 되었다. 알고보니 이 매춘부도 처지가 자신과 비슷했다. 갈 데 없는 이 여인의 처지를 바라보며 동병상련의 정을 느끼게 된다. 그래서 이 소설을 '자매들'이라 부른 것이다.
당시 소비에트의 여성들이 전통적 관계의 도덕적 포로상태에서 해방되지 않았을 뿐만 아니라 남성들로부터 과거의 경제적 종속에서도 벗어나지 못하였음을 콜론타이는 인정하고 있었다. 특히 1920년대 초에는 이러한 현상이 명백하게 드러났다. 새로운 경제정책의 전환기를 겪으며 수많은 여성들이 직업을 잃고 합법적으로나 비합법적으로 자신의 육체를 팔아 물질적 필요를 충족해야만 했던 시기였다.

## 참조
1. 1 2 3 4 5  한국서양사학회 저, 《서양의 가족과 성》 (도서출판 당대, 2003) 264페이지

## 같이 보기
- 알렉산드라 콜론타이
- 삼대의 사랑